# دولة الخلافة (ألمانيا)
دولة الخلافة هي منظمة إسلامية تركية تدعو لإعادة الخلافة الإسلامية، تم الإعلان عنها في حدث أقيم في قلونية عام 1994، وتم حظرها في ديسمبر 2001 بعد تعديل قانون الجمعيات الذي ألغى الامتياز الديني، ومع ذلك لم يتم إضفاء الطابع المؤسسي على هذه
الخلافة بموجب القانون الدولي بل مجرد نية لقيام «دولة إسلامية داخل الدولة».

## التاريخ
نشأت دولة الخلافة في عام 1994 من «الدولة الاتحادية الإسلامية في الأناضول» (Anadolu Federe İslam Devleti، AFID)، والتي كانت موجودة من عام 1992 إلى 1994 كإعادة تسمية لجمعية الجمعيات والمجتمعات الإسلامية (İCCB) في ألمانيا. في عام 1984 انشق عن المنظمة الإسلامية ملّي كوروش ونصب زعيم الرابطة نفسه الخليفة (الزعيم الروحي والسياسي لجميع المسلمين في جميع أنحاء العالم) ومنذ ذلك الحين اعتبر التنظيم نفسه «دولة الخلافة» من الناحية القانونية ومع ذلك بقي الاسم القديم. كان القائد في البداية جمال الدين كابلان الذي كان يلقب في الجمهور الألماني بـ«خميني قلونية». في وسائل الإعلام التركية، تمت الإشارة إليه بـ «الصوت الأسود». في حدث على شرف كابلان في عام 1993. وفي ديسمبر 2001، حظرت وزارة الداخلية الاتحادية الجمعية ومؤسسة دين الإسلام و19 منظمة فرعية أخرى وتمت مصادرة أصولهم وأموالهم واستخدامها من قبل إدارة الأصول الاتحادية. رفضت المحكمة الإدارية الاتحادية دعوى قضائية ضد الحظر ولم تقبل المحكمة الدستورية الاتحادية شكوى دستورية ضد الحكم. تقدمت الخلافة أخيرًا باستئناف ضد الحظر أمام المحكمة الأوروبية لحقوق الإنسان، والذي تم رفضه بالإجماع باعتباره غير مقبول في عام 2006. ونتيجة لمزيد من المراقبة من قبل مكتب حماية الدستور، في 19 ديسمبر 2002 ، تم حظر الأندية الأخرى التي كانت تعتبر منظمات وريثة، حوكم متين كابلان في تركيا بعد ترحيله وحُكم عليه بالسجن المؤبد المشدد في عام 2005 لمحاولته «قلب النظام الدستوري بالقوة».

## المنظمة
كان لدى المنظمة حوالي 4000 عضو في أوائل التسعينيات وحوالي 1100 عضو في عام 1999. أمير كابلان المسجون كان القائد الأعلي ويلقب بـ «خليفة المسلمين» و «أمير المؤمنين». وكان للجمعية هيئة فتوي وهيئة قضائية وهيئة رقابية.

## الأيديولوجيا
تتميز النظرة العالمية لدولة الخلافة بانقسام واضح. يُنظر إلى تاريخ البشرية على أنه صراع بين الخير والشر: صراع بين الحق والبطل، الحق والباطل، بين الإيمان والكفر، بين الإيمان والكفر، بين التوحيد والشرك ، والتوحيد والشرك، بين الظالمون والمظلومين وبين «حزب الله» و «حزب الشيطان». ويتم الاستشهاد بالنماذج القرآنية والتوراتية لتوضيح هذه النظرة إلى العالم. ومن هؤلاء الفرعون كحاكم مستبد، ووزيره هامان، وقارون الذي يدعم النظام بأمواله، وبلعام ( بلعام) وهو تابع آخر. الهدف من الخلافة هو إقامة دولة إسلامية على أساس الشريعة، تعتبر الخلافة نموذجًا تتحد فيه القوة الدينية والسياسية في خلافة واحدة.